# Neodima
Neodima là một chi bọ cánh cứng trong họ 
Elateridae.
Chi này được miêu tả khoa học năm 1992 bởi Schimmel & Platia.

## Các loài
Các loài trong chi này gồm:
- Neodima cechovskyi Schimmel, 1998
- Neodima sichuanensis Schimmel & Platia, 1992